# Orthocephalus coriaceus

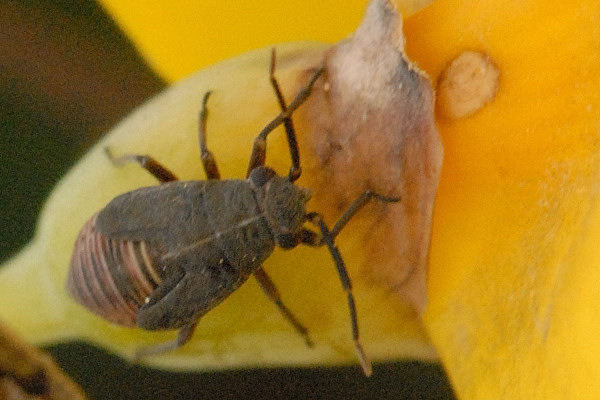
Orthocephalus coriaceus

Orthocephalus coriaceus ist eine Wanzenart aus der Familie der Weichwanzen (Miridae).

## Merkmale
Die Wanzen werden 5,0 bis 5,5 Millimeter (Männchen) bzw. 4,1 bis 5,5 Millimeter lang (Weibchen). Die Arten der Gattung Orthocephalus sind sehr dunkel gefärbt und im Körperbau eher gedrungen und an das Springen angepasst. Die Fühler sind komplett schwarz. Orthocephalus coriaceus kann von der ähnlichen Art Orthocephalus saltator durch die komplett schwarzen Schienen (Tibien) der Hinterbeine unterschieden werden. Bei den Männchen ist das Corium der Hemielytren innenseitig gelblich. Bei beiden Geschlechtern treten voll geflügelte (makroptere) und solche mit verkürzten (brachypteren) Flügeln auf.

## Vorkommen und Lebensraum
Die Art ist in Europa vom Süden Skandinaviens bis an den Nordrand des Mittelmeerraums und östlich bis nach Russland, in die Ukraine und zum Balkan verbreitet. Sie wurde durch den Menschen in Nordamerika eingeschleppt. Sie ist in Deutschland weit verbreitet und kommt meist häufig vor. In Österreich fehlt sie im pannonischen Osten. Besiedelt wird die Krautschicht von trockenen, warmen, offenen Lebensräumen, insbesondere auf sandigen Böden, man findet sie aber auch auf anderen Böden. Häufig sind sie auf Ruderalflächen, Brachen, Feldrainen und Straßenrändern zu finden.

## Lebensweise
Die Wanzen leben an verschiedenen Korbblütlern (Asteraceae) wie beispielsweise Margeriten (Leucanthemum), Wucherblumen (Tanacetum), Habichtskräuter (Hieracium), Schafgarben (Achillea), Flockenblumen (Centaurea) und Artemisia. Die Wanzen saugen sowohl an den Blättern und Stängeln als auch an den Reproduktionsorganen der Pflanzen. In Nordamerika tritt die Art im Gartenbau gelegentlich als Schädling auf. Die adulten Wanzen kann man von Anfang Juni bis Ende August, manchmal auch noch Anfang September beobachten. Die Weibchen stechen ihre Eier einzeln oder in kleinen Gruppen in die Stängel der Wirtspflanzen ein.

## Belege